# 1-ша дивізія (Японська імперія)
Пе́рша диві́зія Імпе́рської а́рмії Япо́нії (яп. 大日本帝国陸軍第一師団) — піхотна дивізія Імперської армії Японії.
Сформована 1888 року у Токіо, Японія. Брала участь у першій японсько-китайській війні, японсько-російській війні, маньчжурському інциденті, боях на Халхин-Голі, другій японсько-китайській війні та війні на Тихому океані. Окрім участі у воєнних операціях виконувала поліцейські функції в околицях Токіо. Розформована 1945 року в зв'язку з капітуляцією Японської імперії у Другій світовій війні.
Також відома як дивізія «Самоцвіти».
Багато офіцерів дивізії брали участь у спробі державного перевороту 26 лютого 1936 року.